# Stanfords
Stanfords — специализированный книжный магазин карт и книг о путешествиях в Лондоне, основанный в 1853 году Эдвардом Стэнфордом. Коллекция карт, глобусов и морских карт Stanfords считается крупнейшей в мире. Магазин также поставлял картографию для британской армии и для фильмов о Джеймсе Бонде. 

## История

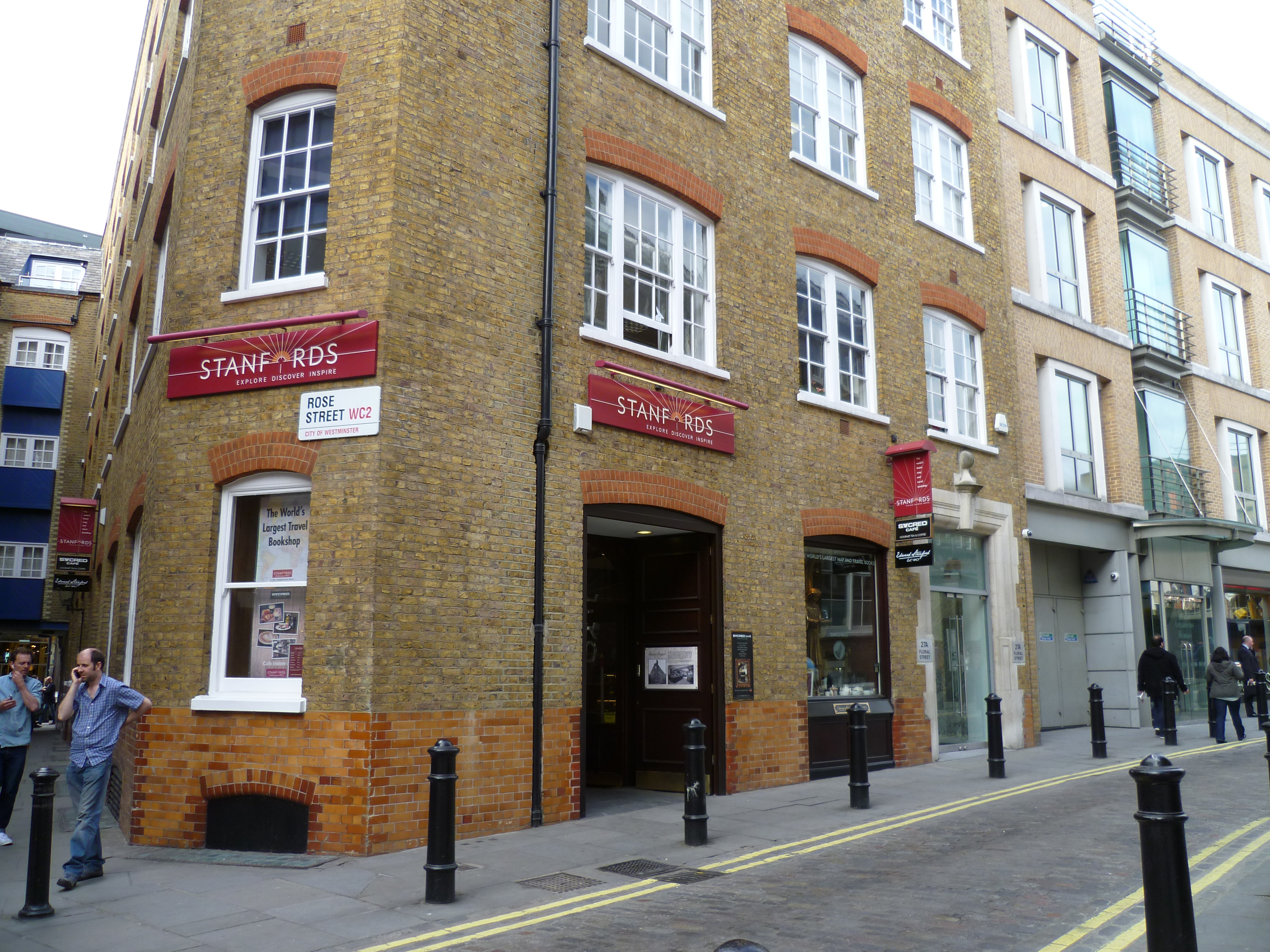
Вход с Флорал-стрит в Stanfords

На момент открытия магазина это был единственный картографический магазин в Лондоне, штатным картографом которого был Джон Болтон. Stanfords открылся в разгар глобальных исследований и колониализма, поэтому картографические работы пользовались большим спросом. Магазин быстро расширился до 7 и 8 Чаринг-Кросс, а также приобрёл помещение на Тринити-плейс для типографии. Магазин на Лонг-Акр в Ковент-Гарден, в центре Лондона, был местом расположения типографии компании до того, как в январе 1901 года туда было перенесено всё производство.
В ночь на 15 апреля 1941 года в Stanfords попала зажигательная бомба, и магазин уцелел только благодаря тысячам карт артиллерийской службы, плотно сложенных на верхних этажах, которые помешали распространению огня.
К 150-летнему юбилею магазина на первом этаже была установлена карта мира National Geographic, а на других этажах — карта Гималаев и Лондона стоимостью 40 000 фунтов стерлингов. В 1997 году открылся второй магазин в Бристоле. У компании также есть подразделение в Манчестере, которое занимается составлением карт для бизнес-целей, таких как крупномасштабные карты для приложений планирования. В 2018 году Stanfords открыл новый магазин по адресу Меркер-Уолк, 7 в Ковент-Гарден; в январе 2019 года магазин на Лонг-Акр был закрыт.
В 2015 году компания учредила ежегодную премию Edward Stanford Travel Writing Awards, чтобы отмечать, награждать и поддерживать жанр путеводителей и объединять сообщество писателей-путешественников. 
31 января 2022 года компания приобрела бизнес Bookharbour у OneOcean.

## Известные клиенты
Stanfords славится своей обширной коллекцией карт, чтобы быть «важным первым портом захода как для приключений, так и для путешественников в кресле». Среди клиентов в прошлом и настоящем Дэвид Ливингстон, Роберт Скотт, Эрнест Шеклтон, Флоренс Найтингейл, Ранульф Файнс, Билл Брайсон и Майкл Пэйлин, Габриэле Фиокки. Stanfords также предоставили карты для одиночного перелёта Эми Джонсон в Австралию. В художественной литературе Шерлок Холмс отправился в Stanfords, чтобы купить карту Дартмура в повести Конан Дойла «Собака Баскервилей».